# Maurizio Casagrande
Maurizio Casagrande (Nápoles, 4 de noviembre de 1961) es un actor, músico y director de cine italiano.

## Biografía
Hijo del actor Antonio Casagrande, durante los años escolares comenzó a dedicarse a la música, aprendiendo a tocar el piano, la guitarra y la batería. Formó parte de una banda de rock, Tetra Neon, actuando también en el Teatro Tenda de Nápoles. Después de la disolución de la banda, se inscribió en el Conservatorio de San Pietro a Maiella, profundizando su conocimiento del piano y estudiando el contrabajo y el canto. En la Accademia Teatrale del Mezzogiorno, fundada por su padre, fue profesor de música y solfeo; paralelamente, comenzó a asistir a cursos de actuación. Después de las primeras experiencias teatrales, entró en la compañía de Nello Mascia. Colaboró con Francesco Paolantoni y Stefano Sarcinelli en un programa para la radio napolitana Kiss Kiss, donde surgió su vena cómica.
Posteriormente, se unió a la compañía teatral de Vincenzo Salemme, con el que inició una rica colaboración también en el ámbito cinematográfico. Fue con Salemme, de hecho, que debutó como actor de cine en la película L'amico del cuore, en 1998. Ha actuado principalmente en comedias, pero también en el suspenso internacional The Tourist o en la película dramática La scomparsa di Patò. En 2012 hizo su debut como director con la película, escrita e interpretada por él, Una donna per la vita, en la que actuó también su padre Antonio. Casagrande ha trabajado también en televisión, actuando en varias series y participando en algunos programas.

## Filmografía

### Cine
- L'amico del cuore, de Vincenzo Salemme (1998)
- Amore a prima vista, de Vincenzo Salemme (1999)
- A ruota libera, de Vincenzo Salemme (2000)
- Stregati dalla luna, de Pino Ammendola y Nicola Pistoia (2001)
- Volesse il cielo!, de Vincenzo Salemme (2002)
- Ho visto le stelle!, de Vincenzo Salemme (2003)
- Lista civica di provocazione, de Pasquale Falcone (2005)
- Cose da pazzi, de Vincenzo Salemme (2005)
- Io non ci casco, de Pasquale Falcone (2008)
- L'allenatore nel pallone 2, de Sergio Martino (2008)
- La valigia sul letto, de Eduardo Tartaglia (2010)
- Alta Infedeltà, de Claudio Insegno (2010)
- Sharm el Sheikh - Un'estate indimenticabile, de Ugo Fabrizio Giordani (2010)
- La scomparsa di Patò, de Rocco Mortelliti (2010)
- The Tourist, de Florian Henckel von Donnersmarck (2010)
- Il profumo dei gerani, de Pasquale Falcone (2010)
- Baciato dalla fortuna, de Paolo Costella (2011)
- Napoletans, de Luigi Russo (2011)
- Una donna per la vita, de Maurizio Casagrande (2012)
- E io non pago - L'Italia dei furbetti, de Alessandro Capone (2012)
- Gli equilibristi, de Ivan De Matteo (2013)
- ...E fuori nevica!, de Vincenzo Salemme (2014)
- Loro chi?, de Francesco Miccichè y Fabio Bonifacci (2015)
- Babbo Natale non viene da Nord, de Maurizio Casagrande (2015)
- Lasciami per sempre, de Simona Izzo (2017)
- Gomorroide, de Francesco De Fraia, Raffaele Ferrante, Domenico Manfredi (2017)
- Natale da chef, de Neri Parenti (2017)
- Amici come prima, de Christian De Sica (2018)
- Un pugno di amici, de Sergio Colabona (2020)
- Con tutto il cuore, de Vincenzo Salemme (2021)
- I fratelli De Filippo, de Sergio Rubini (2021)
- C'è di nuovo la valigia sul letto, de Eduardo Tartaglia (2023)
- Volevo un figlio maschio, de Neri Parenti (2023)

### Televisión
- Carabinieri – serie de televisión (Canale 5, 2005-2008)
- Famiglia Salemme Show – programa de televisión (Rai 1, 2006)
- Tintarella di luna (Rai 2,  2006-2007)
- Piper – miniserie de televisión (Canale 5, 2009)
- Un coccodrillo per amico – telefilme (Canale 5, 2009)
- Da Nord a Sud... e ho detto tutto! – programa de televisión (Rai 1, 2009)
- Il signore della truffa – telefilme (Rai 1, 2010)
- L'arte d' 'o sole – programa de televisión (Rai 5, 2019)
- Before Pintus (Amazon Prime Video, Italia 1,   2021)
- Non ti pago – telefilme (Rai 1, 2021)
- Made in Sud – programa de televisión (Rai 2, 2022)
- Alessandro Borghese - Celebrity Chef (TV8, 2022) – concursante
- La Befana vien di Pintus (Amazon Prime Video, 2 de enero de 2023) – huésped

## Teatrografia
- Lo Policinella innamorato (1984)
- 'Nfitrione (1985)
- L'ultimo scugnizzo (1986)
- Mozart a New York (1987)
- Fatto di cronaca (1988)
- Io Raffaele Viviani (1988)
- Pedante in fiera (1988)
- Farsa cavaiola (1989)
- Satyricon (1989)
- La notte prima del Don Giovanni (1989)
- L'opera da tre soldi (1989)
- Napoli Hotel Excelsior (1989)
- I menecmi (1990)
- Il malato immaginario (1992)
- Lo strano caso di Felice C. (1993)
- ...e fuori nevica! (1995)
- Premiata pasticceria Bellavista (1997)
- Passerotti o pipistrelli? (1996)
- Di mamma ce n'è una sola (1999)
- ...E fuori nevica! (2000)
- Sogni e bisogni (2001)
- L'amico del cuore (2002)
- Tutto quanto fa spettacolo (2003)
- La gente vuole ridere (2004)
- La gente vuole ridere... ancora (2006)
- Senza impegno (2009)
- Io speriamo che me la cavo (2007-2008)
- Noi... figli delle stelle (2011)
- Anche l'occhio vuole la sua parte (2013)
- Il prigioniero della seconda strada (2013/14)
- E... la musica mi gira intorno (2013/16)
- 15 Trince 18
- Novecento napoletano (2017)
- Mostri a parte (2018/2019/2020)
- A tu per tre (2021/2022)